# Wölkisch
Wölkisch ist ein Ortsteil der sächsischen Gemeinde Diera-Zehren im Landkreis Meißen. Er wurde mit den Ortsteilen Oberlommatzsch, Windorf und Wölkischhäuser am 1. März 1974 nach Zehren eingemeindet, mit der er am 1. Januar 1999 zur Gemeinde Diera-Zehren kam.

## Geographie

### Geographische Lage und Verkehr
Wölkisch liegt links der Elbe am Oberlauf des Wölkischen Wassers. Durch den Ort führt die Bundesstraße 6 von Meißen nach Riesa. In Wölkisch zweigt die Staatsstraße 87 von der Bundesstraße 6 ab. Wölkisch liegt etwa vier Kilometer nordwestlich von Zehren entfernt. Er ist der westlichste Ortsteil der Gemeinde Diera-Zehren und befindet sich in der Lommatzscher Pflege.

### Nachbarorte
| Sieglitz   |                                             | Oberlommatzsch mit Windorf |
| Lautzschen | Kompassrose, die auf Nachbargemeinden zeigt | Naundorf                   |
|            | Zscheilitz                                  | Obermuschütz               |

## Geschichte

Gasthof Herr Gevatter in Wölkisch

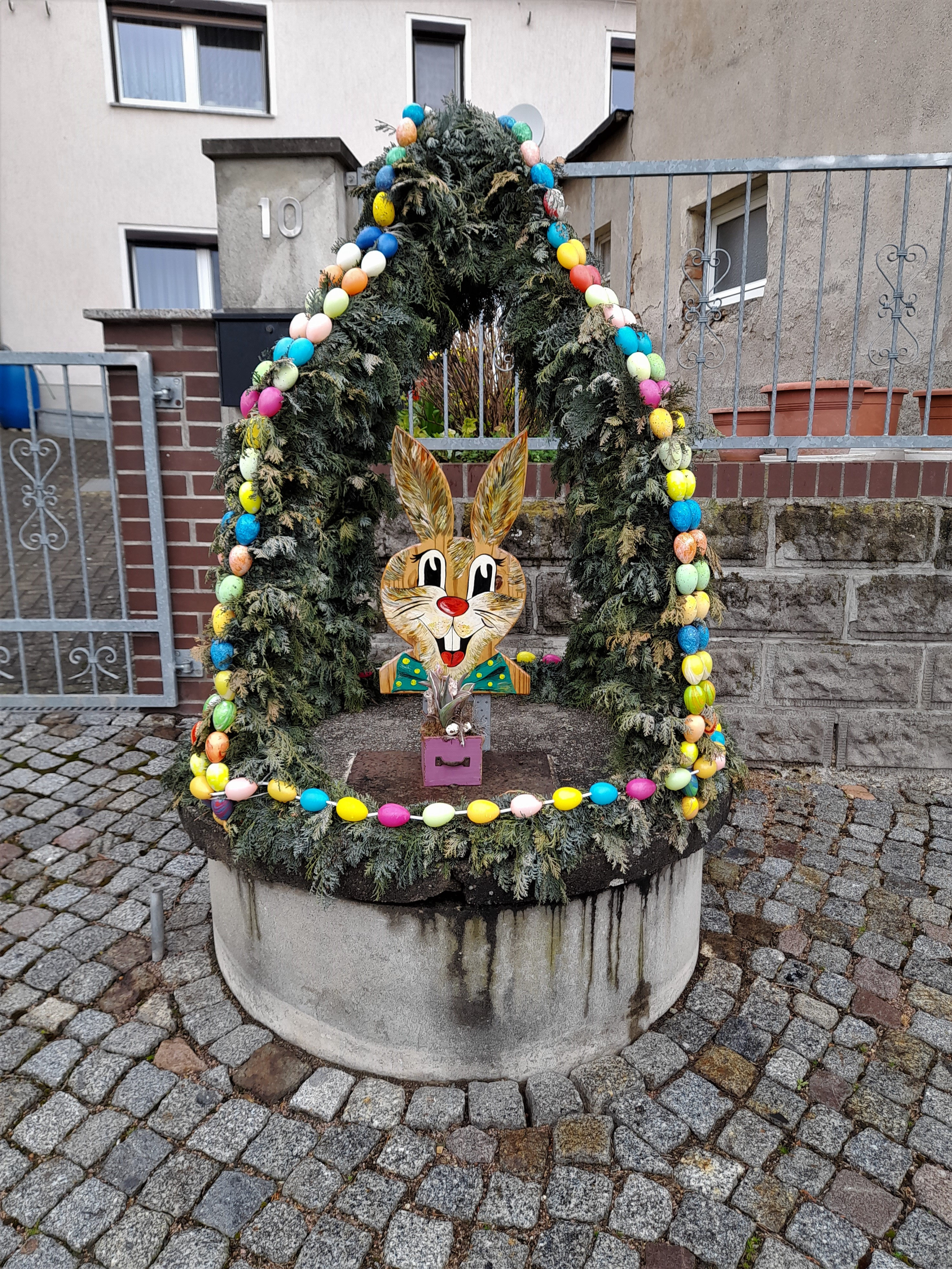
Osterbrunnen Wölkisch

Das Gassendorf auf Gewannflur Wölkisch wurde 1316 erstmals als Welcosch erwähnt und war zu dieser Zeit zum castrum Meißen gehörig. Die Grundherrschaft übte anteilig zuerst das Rittergut Skassa aus, ab 1696 wird ein eigenes Rittergut genannt, welches sich gegenüber des Gasthofs „Herr Gevatter“ befunden haben soll. Der nicht dem Rittergut unterstehende Anteil von Wölkisch gerhörte als Amtsdorf zum Erbamt Meißen.
Wölkisch unterstand um 1696 anteilig dem Amt Großenhain und dem Erbamt Meißen, im 18. und 19. Jahrhundert gehörte der Ort vollständig dem kursächsischen bzw. königlich-sächsischen Erbamt Meißen an. Bei den im 19. Jahrhundert im Königreich Sachsen durchgeführten Verwaltungsreformen wurden die Ämter aufgelöst. Dadurch kam Wölkisch im Jahr 1856 unter die Verwaltung des Gerichtsamts Meißen und 1875 an die neu gegründete Amtshauptmannschaft Meißen. Im Jahr 1900 betrug die Größe der Gemarkung 219 Hektar. Von 283 Einwohnern im Jahr 1925 waren 282 evangelisch-lutherisch und einer katholisch. Wölkisch war nach Zehren gepfarrt und gehört heute zur dortigen Kirchgemeinde.
Am 1. November 1935 wurde Oberlommatzsch mit seinem Ortsteil Windorf nach Wölkisch eingemeindet. Im Jahr 1938 wurde Wölkischhäuser, der bisherige Ortsteil Naundorfs, nach Wölkisch umgegliedert. Durch die Kreisreform 1952 wurde Wölkisch als eigenständige Gemeinde Teil des Kreises Meißen im Bezirk Dresden, der sich in der Nachwendezeit mehrmals vergrößerte.
Seine Eigenständigkeit verlor Wölkisch am 1. März 1974 mit der Eingemeindung nach Zehren. Diera und Zehren schlossen sich zum 1. Januar 1999 zu Diera-Zehren zusammen, seitdem ist Wölkisch ein Ortsteil dieser Gemeinde.

### Entwicklung der Einwohnerzahl
| Jahr | Einwohnerzahl                |
| ---- | ---------------------------- |
| 1552 | 7 besessene Mann, 5 Inwohner |
| 1764 | 40 besessene Mann, 6 Häusler |
| 1834 | 246                          |
| 1871 | 281                          |
| 1890 | 263                          |
| 1910 | 261                          |
| 1925 | 283                          |

| Jahr | Einwohnerzahl |
| ---- | ------------- |
| 1939 | 401           |
| 1946 | 507           |
| 1950 | 526           |
| 1964 | 436           |
| 2011 | 190           |
| 2019 | 150           |